# Władysław Haczewski
Władysław Haczewski (ur. 21 marca 1900, zm. 1967) – polski inżynier metalurg, piłkarz „Pogoni” Lwów.
Ukończył w roku 1933 wydział mechaniczny Politechniki Lwowskiej. Pracował na  Mechanicznej Stacji Doświadczalnej Politechniki Lwowskiej przy ul. Sapiehy 12. Po II wojnie światowej w latach 1945–1946 sprawował funkcję adiunkta Politechniki Śląskiej w Gliwicach. Od roku 1946 był dyrektorem zakładu w Instytucie Metalurgii Żelaza. Od roku 1956 był kierownikiem Katedry Metaloznawstwa Politechniki Częstochowskiej. W roku 1957 przełożył wraz ze Szczepanem Chodkowskim i Wiesławem Mazurem z języka rosyjskiego podręcznik „Metaloznawstwo” Aleksandra Gulajewa. Zajmował się wykorzystaniem ultradźwięków w nieniszczącym badaniu metali.
Władysław Haczewski był piłkarzem – bramkarzem lwowskiej „Pogoni”. 